# Roewe 350
Roewe 350 – samochód osobowy klasy kompaktowej produkowany pod chińską marką Roewe w latach 2010–2018. 

## Historia i opis pojazdu

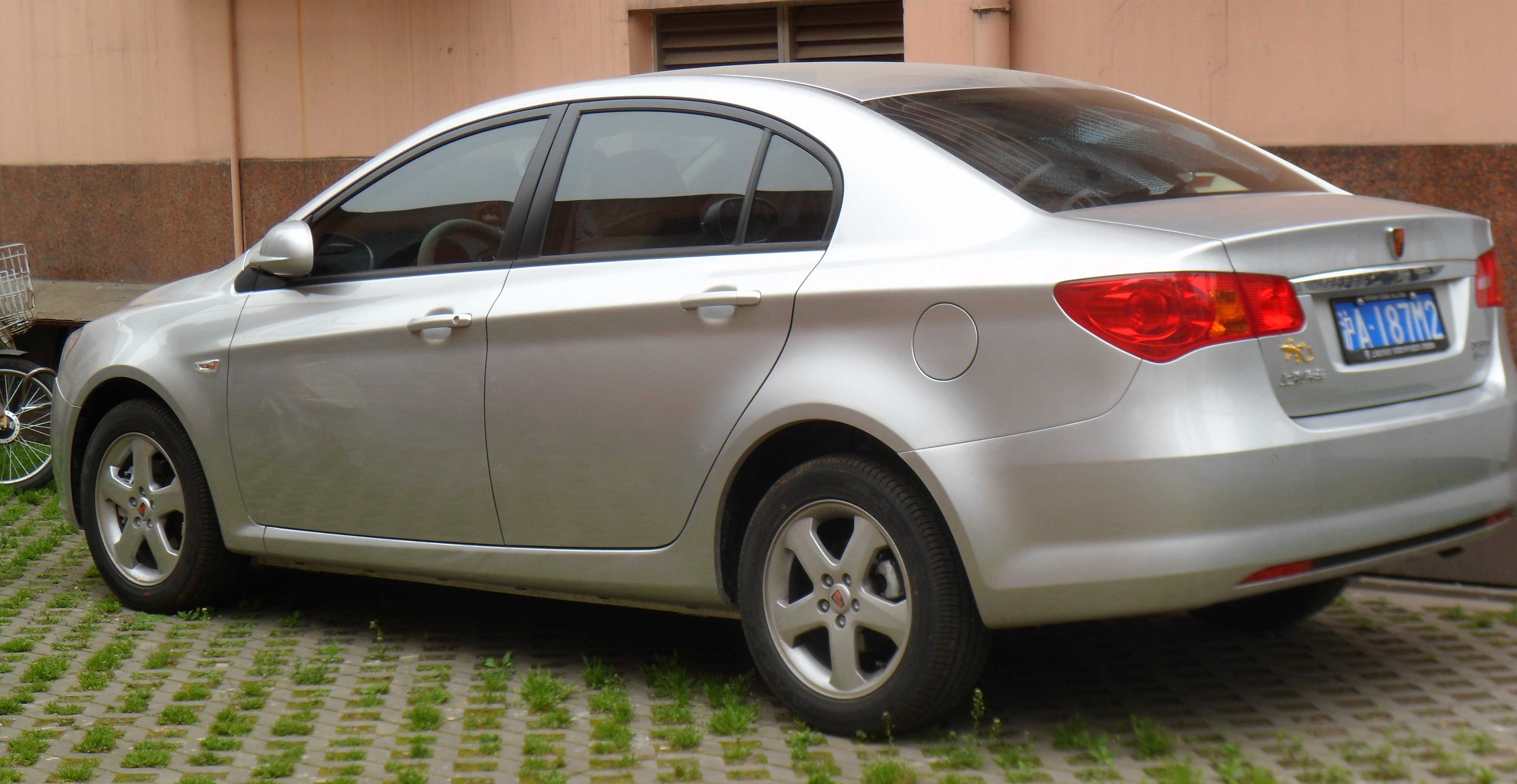
Roewe 350 - tył

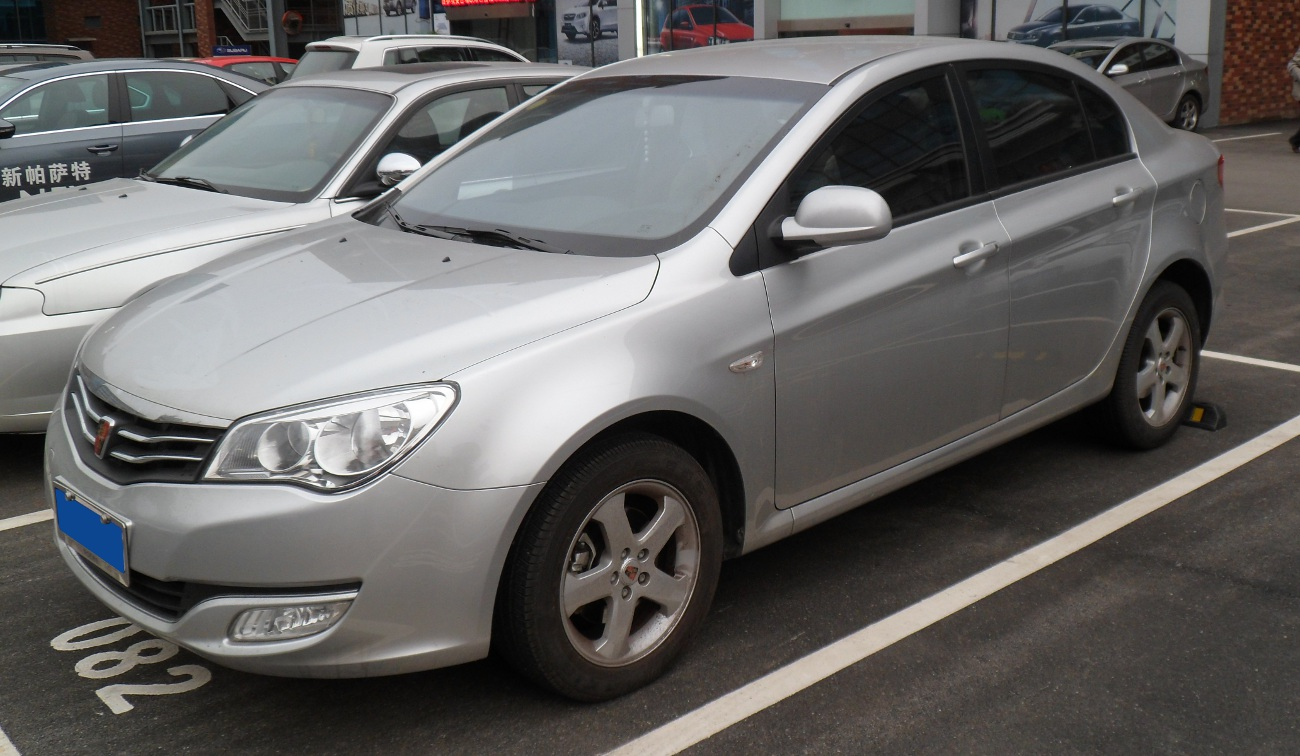
Roewe 350 po liftingu

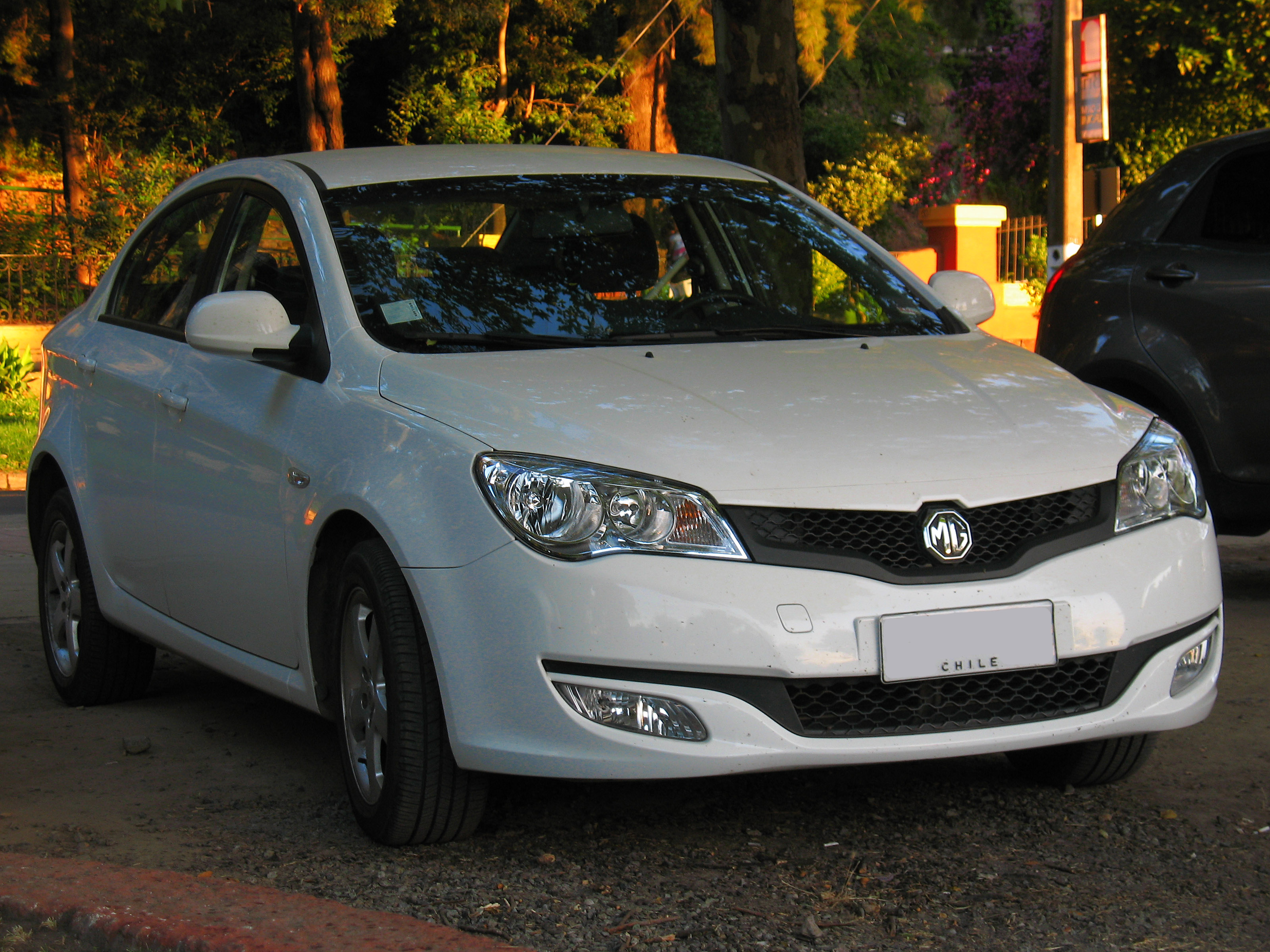
chilijskie MG 350

Studyjną zapowiedzią kolejnego po większym i bardziej luksusowym 550 kompaktowego sedana marki Roewe był prototyp Roewe N1 Concept przedstawiony w kwietniu 2009 roku podczas Shanghai Auto Show.
Produkcyjny model pod nazwą Roewe 350 został przedstawiony w kwietniu 2010 roku jako pierwsza konstrukcja chińskiego koncernu SAIC zbudowana samodzielnie od podstaw, już bez wykorzystania technologii dawnego Rovera. Płyta podłogowa współdzielona była z pokrewnym modelem MG 5, który w przeciwieństwie do 350 przyjął formę hatchbacka. 
Za projekt stylistyczny odpowiedzialny był brytyjski projektant, Anthony Williams-Kelly, z kolei w kabinie pasażerskiej wykorzystano oprogramowanie Android Auto opracowane przez Google.
Jako źródło napędu użyto opracowanego przez SAIC silnika R4 o pojemności 1,5 l spełniający normę emisji spalin Euro 4 (moc maksymalna 108 KM/80 kW przy 6000 obr./min., moment obrotowy 135 Nm przy 4500 obr./min.). Silnik wyposażony jest w układ VVT. W konstrukcji tylnego zawieszenia wykorzystano belkę skrętną, na osi przedniej zaś kolumny McPhersona. 

### Lifting
W 2013 roku Roewe 350 przeszedł restylizację, która przyniosła kosmetyczne zmiany w wyglądzie wlotów powietrza w przednim zderzaku, a także przemodelowane klosze reflektorów oraz lamp tylnych. Gamę jednostek napędowych poszerzył także nowy, turbodoładowany silnik benzynowy 1.5.

### Sprzedaż
Podobnie jak modele 550 i 750, także i Roewe 350 eksportowane było do Chile pod bratnią marką MG jako MG 350. Ponadto, pod tą nazwą oferowano go także poczynając od 2013 roku w krajach Bliskiego Wschodu jak Zjednoczone Emiraty Arabskie czy Oman. Poza innymi logotypami, eksportowe MG 350 odróżniało się także innymi kloszami lamp tylnych i przemodelowaną atrapą chłodnicy.

### Silniki
- R4 1.5l
- R4 1.5l Turbo